# Хиос (град)
Вижте пояснителната страница за други значения на Хиос.
Хиос (на гръцки: Χίος) e град в Източна Гърция. Той е административен център на острова и на дем Хиос. Разположен е на източния бряг на острова срещу Чешме на турския бряг. Няколко километра на юг от града се намира Националното летище на остров Хиос. Населението наброява 26 850 (2011). Съвременният град се е разпрострял извън цитаделата и пристанището през последните 200 години като след разрушителното земетресение от 1881 г. той е възстановен в неокласически стил, но покрайнините му и кейовете са по-модерни.